# Roman Zozulia
Román Viacheslávovich Zozulia (en ucraniano: Роман В'ячеславович Зозуля; Kiev, República Socialista Soviética de Ucrania, 17 de noviembre de 1989) es un exfutbolista ucraniano que jugaba como delantero, cuyo último equipo fue el Rayo Majadahonda.

## Trayectoria profesional

### Ucrania

#### Dinamo de Kiev
Zozulia se formó en la cantera del Dinamo de Kiev y jugó en el segundo y tercer equipo, hasta que en la temporada 2007-08 promocionó al primer equipo.

#### Dnipró Dnipropetrovsk
A partir de la temporada 2011-12 pasaría a formar parte del plantel del Dnipró Dnipropetrovsk.
En la temporada 2014-15 tuvo un papel destacado en la Liga Europa, en la que su equipo llegó a la final por primera vez. Este papel hizo que el Real Betis se fijara en él

### España
El 27 de julio de 2016 firmó un contrato de tres años con el Real Betis Balompié, equipo de Primera División de España.
Medio año después de su llegada al club, fue cedido al Rayo Vallecano de la Segunda División hasta final de temporada. 
Su llegada se vio ensombrecida por las protestas de los seguidores del club, los cuales le acusaron de tener vínculos con la extrema derecha, además de profesar la ideología nazi y financiar grupos paramilitares fascistas en Ucrania. Para reforzar las protestas sobre su extremismo se hizo igual mención a una fotografía publicada por el propio futbolista de él junto a una imagen de Stepán Bandera, nacionalista ucraniano y colaboracionista del nazismo. Zozulia desmintió tener vínculos con ideologías u organizaciones de esa índole, aunque declaró haberse presentado voluntario para ayudar al ejército ucraniano durante la guerra en el Dombás contra los ucranianos que desean, auxiliados por Rusia, la anexión con aquel país. Algunos medios de comunicación españoles manifestaron la falta de pruebas de las acusaciones; el periódico El País rechazó las acusaciones, aunque admitió la presencia de elementos neonazis «minoritarios» en las filas paramilitares que apoyan al ejército ucraniano en el este del país. Tanto El País, como el medio ucraniano «stopfake.org» –organización progubernamental que dice combatir la difusión de noticias falsas–, que se hizo eco del suceso, achacaron el suceso a la influencia de la propaganda rusa y la equiparación, que esta supuestamente hacía, del nacionalismo militante del futbolista con el neonazismo y otras ideologías. El medio ucraniano señaló además que medios españoles habían confundido el escudo de Ucrania con simbología de grupos fascistas ucranianos como sector derecho.
El 1 de febrero de 2017 decidió romper su contrato con el conjunto vallecano y regresó al Real Betis, aunque sin poder jugar en lo que queda de campaña por normas de la Real Federación Española de Fútbol, las cuales estipulaban que un jugador no podía estar registrado en más de dos clubes en una temporada. En marzo volvió a ser rechazado por dos equipos suecos por presiones de los aficionados de dichos clubes, los cuales esgrimieron razones similares a los aficionados vallecanos respecto a su ideología.
El 31 de agosto de 2017, a pesar de jugar un gran número de partidos en pretemporada, el Real Betis y el jugador acordaron rescindir su contrato. En septiembre, ya empezada la temporada, se comprometió por un año con el Albacete Balompié, club recién ascendido a Segunda División. Una vez finalizado el año de contrato firmado, el club manchego hacía oficial su renovación por una temporada más. Al término de la campaña volvió a renovar, esta vez hasta junio de 2021.
El 15 de diciembre de 2019, en el transcurso de un partido de liga de la Segunda División, donde el Albacete Balompié visitaba el estadio del Rayo Vallecano, un sector de las gradas profirió continuos insultos a Zozulia, acusándole de «nazi», entre otros insultos. Ante la situación, el árbitro del encuentro detuvo el partido en dos ocasiones, hasta suspender definitivamente el partido antes de empezar la segunda parte previo acuerdo con ambos clubes. Fue la primera vez en España que se suspendía un partido por cánticos ofensivos. En los días posteriores la polémica sobre su ideología extremista se reabrió, así como el debate sobre por qué no se suspendieron los partidos de casos anteriores donde desde la grada los aficionados habían insultado a otros jugadores con insultos racistas, homófobos y machistas.
El 31 de julio de 2021, ya desvinculado del conjunto manchego, se hizo oficial su fichaje por el Club de Fútbol Fuenlabrada, firmando un contrato de dos temporadas más otra opcional. Al término de la primera dejó el equipo después de que este descendiera a la Primera División.
El 10 de diciembre de 2022, tras comenzar la temporada como agente libre, firmó por el Rayo Majadahonda, equipo con el que terminó su carrera al finalizar la campaña.

## Competiciones europeas
Zozulia ha disputado y marcado en Liga de Campeones de la UEFA y Liga Europa de la UEFA. 
Las temporadas 2008-09 y 2009-10 estaba en la plantilla del Dinamo de Kiev que participó en la Liga de Campeones, si bien Zozulia solo tuvo minutos en la competición la primera temporada. El curso 2010-11 disputaba la fase previa de Liga de Campeones con el Dinamo de Kiev, en la que conseguía anotar un gol.
Desde la temporada 2010-11 hasta la 2015-16 jugó de manera consecutiva la Liga Europa, defendiendo el primer año la camiseta del Dinamo de Kiev y los otros cinco la del Dnipró. Destaca la temporada 2014-15 en la que el equipo ucraniano llegó a la final, la cual perdió contra el Sevilla F. C. por 2 a 3.
En total, el delantero ucraniano suma ocho goles y cinco asistencias en la Liga Europa, y un gol en la Liga de Campeones.

## Controversias
Desde su llegada a España, la polémica sobre su ideología ha sido una constante en la carrera del futbolista; más allá de la prensa deportiva, el fenómeno se extendió en ocasiones a la prensa generalista de ámbito nacional, así como el análisis ideológico del jugador por comentaristas políticos. 
Algunos análisis trataron de desmentir su supuesto extremismo concluyendo que la evidencia era insuficiente y achacando ciertas informaciones a «desinformación difundida por Rusia». Tras el incidente en el estadio del Rayo Vallecano, tanto los clubes como sus propios compañeros apoyaron al jugador, quien fue además respaldado públicamente por el presidente ucraniano Volodímir Zelenski; el Rayo Vallecano fue sancionado por la Real Federación Española de Fútbol. El comentarista deportivo José Ramón de la Morena opinó del futbolista que «posiblemente tenga simpatías con los grupos ultranazis, es un militar ucraniano [...] ahora, de ahí a ser un nazi es otra cosa». Para Antonio Maestre, periodista y analista político, en términos más estrictamente académicos Zozulia encajaría en la definición de «fascista nacionalista», al ser el término «nazi» adecuado para definir al jugador pero «reduccionista». Maestre señalaba que las pruebas gráficas que apuntaban a la ideología fascista del jugador y sus conexiones con la ultraderecha eran abrumadoras y «no admiten ningún espacio para la interpretación», además de criticar el beneplácito con el jugador de una parte importante de la prensa española. En su cuenta de Twitter, el propio futbolista apareció con una imagen de Stepán Bandera y un minion de peluche de la franquicia cinematográfica Despicable Me en el que recalcaba el parecido entre los tres con el texto: «Ох и похожи» (transl.: Oj i pojozhi ‘Somos parecidos’). A raíz de esta situación se produjo gran revuelo entre los medios de comunicación españoles y el medio estatal ruso Sputnik en español que acusaron a Zozulia de «apoyar a formaciones paramilitares», algo que tanto representantes del jugador como de la Fundación Narodna Ármiya negaron.
Zozulia es cofundador de la Fundación Narodna Ármiya (en español: Fundación del Ejército del Pueblo).  De acuerdo con los cofundadores de la organización, la «NA forma parte del movimiento civil voluntario que asiste a las Fuerzas Armadas de Ucrania en la guerra del Dombás y su función principal es proveerles con víveres (comida, ropa) y equipamiento técnico al igual que asistir a las familias de los militares». Sin embargo, otras fuentes señalan que se trata de una organización militar dedicada al reclutamiento de hombres armados, a pesar de que las autoridades ucranianas y sus miembros la denominen «fundación». Un artículo del diario español El Mundo describió la organización como «grupo paramilitar de ultraderecha». En 2016, fue condecorado por el ministro de Defensa de Ucrania, Stepán Poltorak, por su apoyo a las tropas de su país que luchan por la integridad territorial de Ucrania, por sus méritos militares y por «defender a su país del separatismo». 
En uno de esos viajes en los que se transportaban enseres, el propio Zozulia visitó una base militar en Mariúpol, Donetsk en la que se lo puede ver con varios productos alimenticios y donde aprovechó para posar con un arma y con militares del ejército con el beneplácito de estos. Otros medios de comunicación mostraron imágenes suyas asistiendo a la población civil y familiares de militares. El jugador ha subastado varias medallas conseguidas en su etapa en el Dnipró (tanto de la Liga Europa como de la primera división de Ucrania) para destinar los beneficios a los combatientes y a la población civil que se encontraba en zona de guerra.
En el verano de 2021 la Agrupación Deportiva Alcorcón desestimó su fichaje por la oposición de las peñas que emitieron varios comunicados en contra de su fichaje debido a demostraciones de ideología fascista por parte del jugador años atrás, motivos similares por los que fue rechazado en el Rayo Vallecano.

## Selección nacional
Fue internacional con la selección de fútbol de Ucrania en treinta y tres ocasiones, consiguiendo cuatro goles. Debutó con el combinado nacional el 2 de junio de 2010 en un partido amistoso contra la Selección de fútbol de Noruega, consiguiendo el único gol del encuentro.
En marzo de 2019, después de casi dos años y medio sin ser convocado, fue incluido por el seleccionador ucraniano Andréi Shevchenko en la reserva de la lista de convocados para afrontar dos partidos de clasificación para la Eurocopa 2020, ante Portugal y Luxemburgo.

### Goles como internacional
| # | Fecha                   | Lugar                                | Rival   | Gol | Resultado | Competición                       |
| - | ----------------------- | ------------------------------------ | ------- | --- | --------- | --------------------------------- |
| 1 | 2 de junio de 2010      | Ullevaal Stadion, Noruega            | Noruega | 0-1 | 0-1       | Amistoso                          |
| 2 | 7 de septiembre de 2012 | Estadio Nacional de Polonia, Polonia | Polonia | 1-3 | 1-3       | Clasificación Mundial Brasil 2014 |
| 3 | 15 de noviembre de 2013 | Estadio Olímpico de Kiev, Ucrania    | Francia | 1-0 | 2-0       | Clasificación Mundial Brasil 2014 |
| 4 | 29 de mayo de 2016      | Estadio Olímpico de Turín, Italia    | Rumanía | 1-1 | 3-4       | Amistoso                          |

## Clubes
| Club                        | País    | Año       |
| --------------------------- | ------- | --------- |
| F. C. Dinamo de Kiev        | Ucrania | 2008-2011 |
| F. C. Dnipro Dnipropetrovsk | Ucrania | 2011-2016 |
| Real Betis Balompié         | España  | 2016-2017 |
| Albacete Balompié           | España  | 2017-2021 |
| C. F. Fuenlabrada           | España  | 2021-2022 |
| C. F. Rayo Majadahonda      | España  | 2022-2023 |

## Palmarés

### Campeonatos nacionales
| Título                  | Club                 | País    | Año     |
| ----------------------- | -------------------- | ------- | ------- |
| Liga Premier de Ucrania | F. C. Dinamo de Kiev | Ucrania | 2008-09 |
| Supercopa de Ucrania    | F. C. Dinamo de Kiev | Ucrania | 2009    |